# VV Zwartemeer in het seizoen 1955/56
Het seizoen 1955/1956 was het eerste jaar in het bestaan van de Klazienaveense betaaldvoetbalclub Zwartemeer. De club kwam uit in de Eerste klasse C en eindigde daarin op de 16e plaats, dit betekende dat de club in het nieuwe seizoen uitkwam in de Tweede divisie.

## Wedstrijdstatistieken

### Eerste klasse C
|       | DHC   | DOSKO | Fortuna | Helmondia '55 | Hilversum | KFC   | Oldenzaal | Oosterparkers | TOP   | Tubantia | UVS   | Volendam | Wilhelmina | Zeist | ZFC   |
| ----- | ----- | ----- | ------- | ------------- | --------- | ----- | --------- | ------------- | ----- | -------- | ----- | -------- | ---------- | ----- | ----- |
| Thuis | 3 – 4 | 1 – 2 | 4 – 4   | 1 – 3         | 4 – 5     | 0 – 4 | 3 – 1     | 3 – 1         | 2 – 3 | 0 – 1    | 2 – 2 | 3 – 7    | 2 – 1      | 1 – 4 | 1 – 3 |
| Uit   | 2 – 2 | 3 – 3 | 3 – 1   | 3 – 0         | 1 – 1     | 3 – 1 | 3 – 0     | 6 – 0         | 5 – 3 | 2 – 2    | 2 – 2 | 3 – 0    | 7 – 2      | 3 – 2 | 8 – 1 |

## Statistieken Zwartemeer 1955/1956

### Eindstand Zwartemeer in de Nederlandse Eerste klasse C 1955 / 1956
| Stand | Gespeeld | Gewonnen | Gelijk | Verloren | Punten | Doelpunten voor | Doelpunten tegen |
| ----- | -------- | -------- | ------ | -------- | ------ | --------------- | ---------------- |
| 16e   | 30       | 3        | 7      | 20       | 13     | 50              | 99               |

### Topscorers
| Competitie \| # \| Naam \| \| \| -------------- \| ------------------------ \| -- \| \| 1. \| Geert Jacobs \| 20 \| \| 2. \| Foppe ten Hoor \| 9 \| \| 3. \| Gosum de Vries \| 5 \| \| 4. \| Jan Stevens \| 4 \| \| 4. \| Katrinus van der Werf \| 4 \| \| 6. \| Hans Kalter \| 3 \| \| 7. \| Bé Koops \| 2 \| \| 8. \| Harm Fokkema \| 1 \| \| 8. \| Jan Jacobs \| 1 \| \| Eigen doelpunt \| \| \| \| – \| Ad Schrover (Wilhelmina) \| 1 \| \| Totaal \| Totaal \| 50 \| |                          |      |
| # | Naam                     | Goal |
| 1. | Geert Jacobs             | 20   |
| 2. | Foppe ten Hoor           | 9    |
| 3. | Gosum de Vries           | 5    |
| 4. | Jan Stevens              | 4    |
| 4. | Katrinus van der Werf    | 4    |
| 6. | Hans Kalter              | 3    |
| 7. | Bé Koops                 | 2    |
| 8. | Harm Fokkema             | 1    |
| 8. | Jan Jacobs               | 1    |
| Eigen doelpunt |                          |      |
| – | Ad Schrover (Wilhelmina) | 1    |
| Totaal | Totaal                   | 50   |